# Гулькішар
Гулькішар — цар Країни Моря, правив у XVI столітті до н. е..
З приходом Гулькішара до влади в Країні Моря, мабуть, прийшов інший царський дім, царі якого, на відміну від попередніх, що носили аккадські імена, мали дивні шумерські, останні в історії.
Після 1594 до н. е., після відходу військ Мурсілі I, царя «Країни Хат» (хеттів) з Вавилона і воцаріння в Вавилоні царів каситської династії з Хани (чи Харбашіпак, чи Тіптакзі), Гулькішар отримав можливість відокремитися від Вавилона. Він проголосив себе царем Примор'я і об'єднав під своєю владою все Нижнє Межиріччя. Згідно з написом пізнішого вавилонського царя Елліль-надін-Аплі, Гулькішар подарував ділянку землі богині Ніна в області міста Дер.